# Leif Greinus
Leif Greinus (* 1976 in Dresden) ist ein deutscher Verleger und Kulturmanager.

## Leben
Nach einer Buchhändlerlehre in Dresden und Leipzig war Greinus beim Aufbau Verlag beschäftigt, danach studierte er bis 2003 Verlagswirtschaft an der HTWK Leipzig. Zusammen mit Sebastian Wolter gründete er 2004 den Verlag Voland & Quist, 2010 die Künstleragentur VQ plus, die u. a. Rainald Grebe, Sarah Bosetti und Marc-Uwe Kling vertritt. 2007 initiierte er mit Michael Bittner das Festival Literatur Jetzt!. Von 2009 bis 2013 war Greinus Vorstandsvorsitzender des Vereins, der das Dresdner Kulturzentrum Scheune betreibt, von 2015 bis 2021 zudem Vorstandsmitglied der Kurt Wolff Stiftung. Weil die Leipziger Buchmesse 2022 abgesagt worden war, initiierte Greinus zusammen mit Gunar Cynybulk die alternative Buchmesse popup. Im gleichen Jahr wurde er mit dem Karl-Heinz-Zillmer-Verlegerpreis ausgezeichnet.